# Stirling
Historické město Stirling (ve skotské gaelštině Sruighlea), v minulosti hlavní město Skotska, se nachází severozápadně od města Edinburgh a severovýchodně od města Glasgow na řece Forth. Ze skotských měst, které mají postavení samostatné správní oblasti, je nejmenší. Město je známo svými historicko-turistickými atrakcemi a lehkým průmyslem.

## Rozvoj města a doprava
V roce 2016 byl předložen ambiciózní plán dalšího rozvoje města, který mj. zahrnuje vybudování moderního přístaviště na břehu řeky Forth.

## Partnerská města
- Villeneuve-d'Ascq – Francie
- Dunedin – Florida, USA
- Óbuda – Maďarsko
- Summerside – Prince Edward Island, Kanada

## Fotogalerie

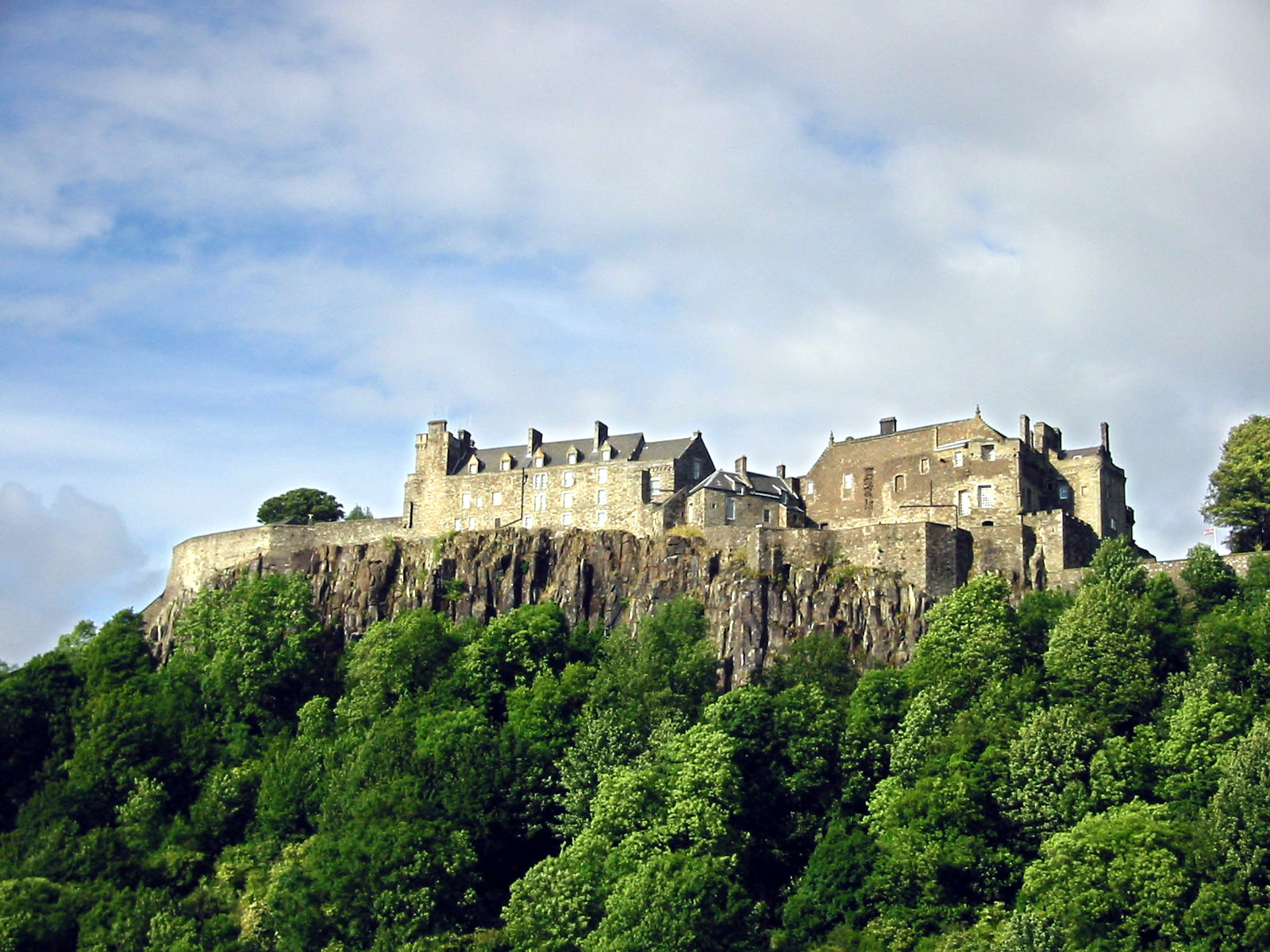
Dominanta města – hrad
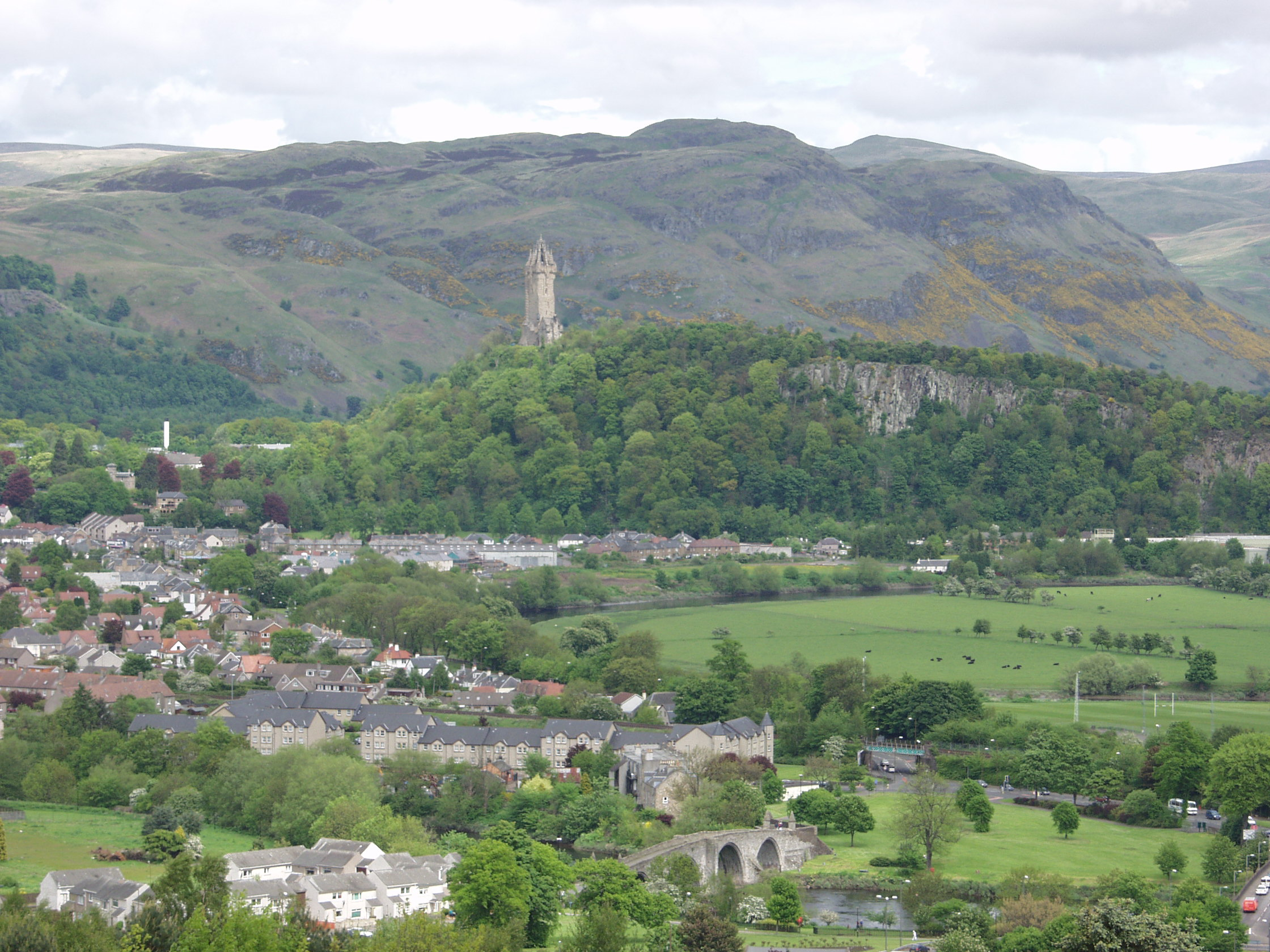
Stirling s pomníkem Williama Walace
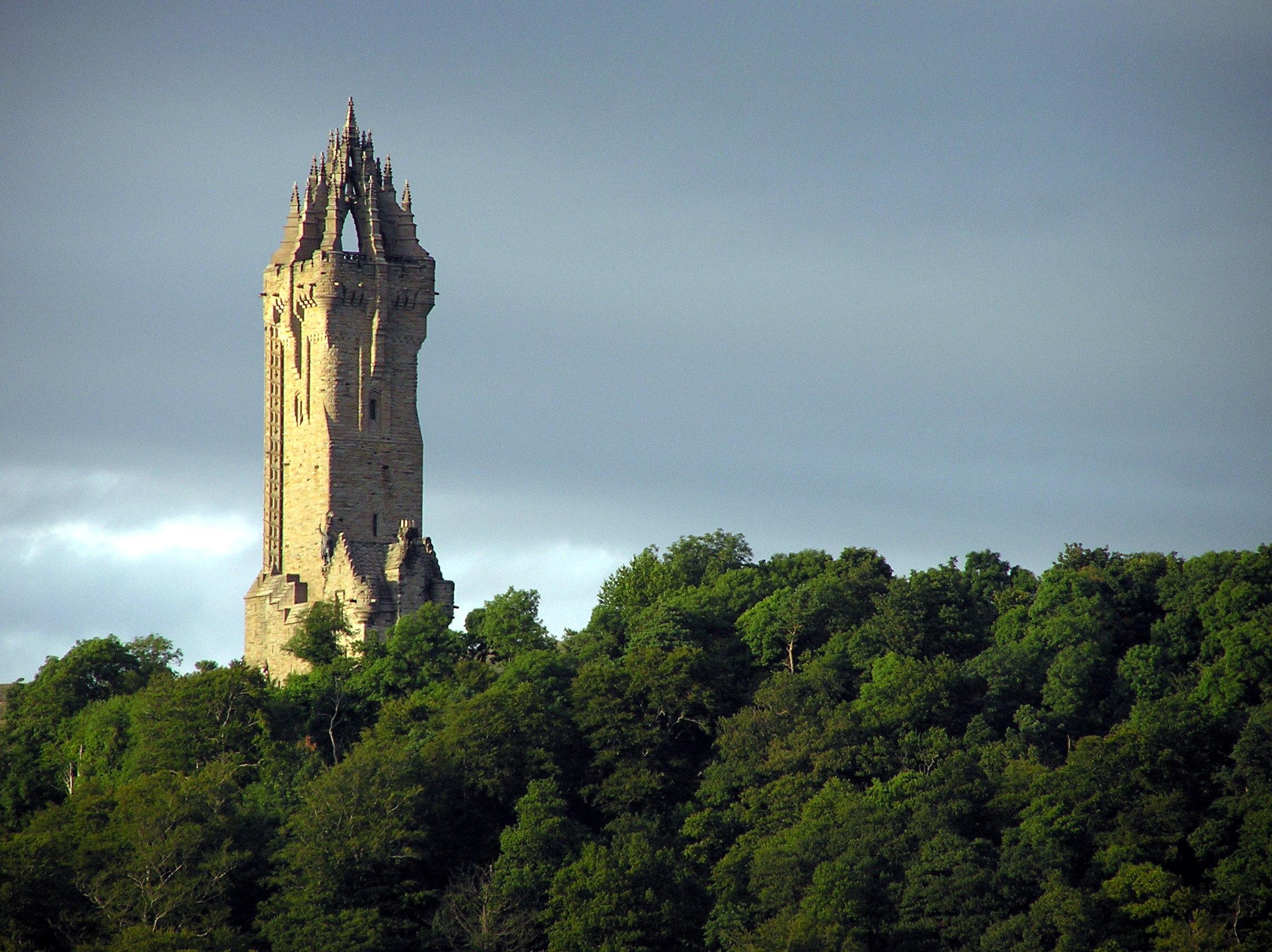
Pomník Williama Walace
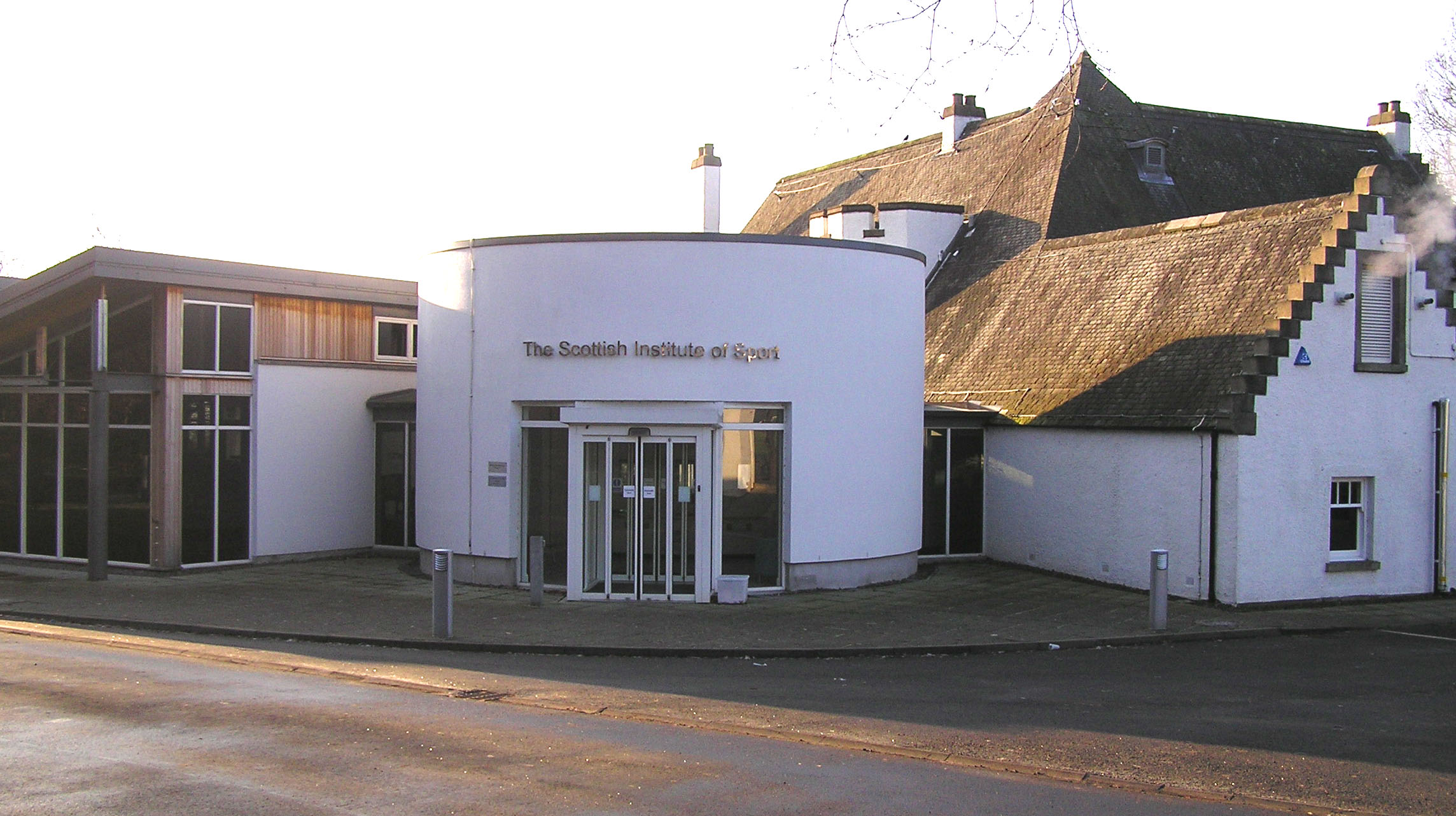
Jedna z budov univerzity